# 巫覡 (古希臘)
巫覡（Iatromantis），音譯：艾亞托曼帖斯，英文中的Iatromantis來源於希臘字，依照原文的字義之解釋多明確得描述為“醫師－先知（physician-seer）”或是“巫醫、神醫（medicine-man）”。Iatromantis（漢語可意譯為巫覡）是來自希臘的巫覡宗教，並且與其他半神話（semimythical）人物有所關連，如：阿巴里斯、阿里斯提亞斯、埃庇米尼得斯以及克拉佐门尼的赫尔摩底谟（Hermotimus of Clazomenae）。在古典時期，埃斯庫羅斯使用Iatromantis這詞彙指稱阿波羅 或者是阿波羅之子阿斯克勒庇俄斯。
依據學者彼得·金斯利（Peter Kingsley）所述，古希臘時代的巫覡（Iatromantis）應該是屬於一個更廣泛的希臘與亞洲之薩滿傳統，同時是起源於中亞地區。一項最主要基本的在於入神狀態，這些治療師－先知的冥想實踐方式就是神鬼入夢（incubation，希臘文拉丁轉寫：enkoimesis）。這不僅僅是一項醫療技術，據悉神鬼入夢是容許人類經歷不同於睡眠、作夢，或者是一般的甦醒之第四意識狀態：這狀態金斯利描述為“意識本身（consciousness itself）”並且將之比比擬成印度瑜伽傳統的突里雅（turiya）或者是三摩地（samādhi）。金斯利確認出希臘前蘇格拉底時代的哲人巴門尼德就是一位巫覡。牛津大學的學者米歇爾·米勒（Mitchell Miller）認為這項確認是“引人入勝的（fascinating）”但也作為“非常難以評定為真實的斷言（very difficult to assess as a truth claim）”。

## 參照
1. ↑  古希臘文: ἰατρόμαντις源自於ἰατρός, iatros英譯：“healer”、漢譯：“治癒者、醫治者”，以及μάντις, mantis英譯：“seer”、漢譯：“預言者、先知”。
2. ↑  Luck, Georg. . The Johns Hopkins University Press. 2006: 500. ISBN 0-8018-8346-6.
3. ↑  Aeschylus, Eumenides l. 62.
4. ↑  Aeschylus, Suppliant Women l. 263.
5. ↑  Kingsley, Peter. . The Golden Sufi Center. 1999: 255. ISBN 1-890350-01-X.
6. ↑  Mitchell, Miller, "The Proem of Parmenides" in Sedley, David (ed.), Oxford Studies in Ancient Philosophy, Volume 30 (Oxford University Press, 2006), p. 15, note 24.